# استاکدیل (ایندیانا)
استاکدیل (به انگلیسی: Stockdale) یک منطقهٔ مسکونی در ایالات متحده آمریکا است که در شهرستان وابش، ایندیانا واقع شده‌است. استاکدیل ۲۲۰٫۹۸ متر بالاتر از سطح دریا واقع شده‌است.